# NGC 4692
NGC 4692 је елиптична галаксија у сазвежђу Береникина коса која се налази на NGC листи објеката дубоког неба.
Деклинација објекта је + 27° 13' 20" а ректасцензија 12h 47m 55,2s. Привидна величина (магнитуда) објекта NGC 4692 износи 12,7 а фотографска магнитуда 13,7. Налази се на удаљености од 94,383 милиона парсека од Сунца. NGC 4692 је још познат и под ознакама NGC 4702, UGC 7967, MCG 5-30-86, CGCG 159-78, PGC 43200.